# اچ‌دی ۱۹۱۱۰۴
اچ‌دی ۱۹۱۱۰۴ یک ستاره است که در صورت فلکی عقاب قرار دارد.